# 美花补血草
美花补血草（学名：Limonium drepanostachyum sp. callianthum）为白花丹科补血草属下的一个亚种。